# Tahát
Tahát ókori egyiptomi hercegnő és királyné volt a XIX. dinasztia idején, a trónbitorló Amenmessze fáraó anyja. Nevének jelentése: „a ragyogás”.
Azon kívül, hogy Amenmessze anyja volt, a legtöbb, amit biztosan állíthatunk, hogy Tahát viselte a „király lánya” és a „király felesége” címeket. Valószínűsíthető, hogy azonos volt II. Ramszesz Tahát nevű lányával, akit egy, ma a Louvre-ban őrzött osztrakon említ – így nagynénje volt II. Széthinek, de mivel Ramszesz legfiatalabb gyermekei közé tartozott, akár egyidős vagy fiatalabb is lehetett, mint Széthi, Ramszesz unokája. Az is lehetséges, hogy Ramszesz unokája volt; királyi unokák esetenként viseltek olyan címet, ami egyébként csak az uralkodó gyermekeit illetett meg. A király, akinek a felesége, volt, vagy Merenptah, vagy II. Széthi lehetett.
Ábrázolása Amenmessze számos szobrán megjelenik, többek közt a karnaki templomban kettőn. Ezek közül az egyiken, mely ma is Karnakban áll, Tahát alakja mellett „a király leánya, a király felesége, (Tahát)|” felirat áll, ahol a „felesége” szót később vésték oda az eredeti „anyja” helyébe, amikor II. Széthi, a jogos örökös visszaszerezte a hatalmat és kisajátította a szobrot Amenmesszétől. Ez azt sugallja, Tahát vagy feleségül ment Széthihez, mikor az fáraó lett, vagy már korábban is házasok voltak – így Amenmessze Széthi fia volt, és saját apját taszította le a trónról. Az utóbbi feltételezést erősíti a másik karnaki szobor, amely ma Kairóban található. Ezen Tahát szintén hercegnőként és királynéként szerepel, és címein semmilyen átfaragás nyoma nem látszik, a király nevén viszont igen. Így lehetséges, hogy a szobrot Széthi készíttette, ráfaragtatta felesége képét is, a szobrot később fiuk kisajátította és saját nevét vésette az apjáé helyére, de anyja címeit nem bántotta, majd Széthi később újra a saját nevét vésette Amenmesszéé helyére. Más feltételezések szerint Széthinek nem volt a felesége Tahát, és csak azért vésette vissza a királyné eredeti címét, hogy minden nyomát eltüntesse annak, hogy Tahát fia trónra lépett.
Valószínűleg Amenmessze sírjába temették el a Királyok völgyében (KV10). Szarkofágja fedele eredetileg egy egyébként ismeretlen hölgyé, Anuketemheb hercegnő-királynéé volt, aki lehetséges, hogy II. Ramszesznek az a lánya, akinek nevéből csak a heb töredék maradt fenn a luxori templomban. A sírt később kisajátította magának IX. Ramszesz két családtagja: anyja, Tahát és felesége, Baketwerel. Utóbbit egy időben Amenmessze Nagy Királyi Hitvesének tartották, később azonban bebizonyosodott, hogy az ő temetéséhez kapcsolódó sírdekorációt az Amenmesszéé helyére vésték, így nem egy időben éltek.